# بيت العودي (السبرة)

تعديل مصدري - تعديل

بيت العودي هي إحدى قرى عزلة بلادالشعيبي السفلى بمديرية السبرة التابعة لمحافظة إب، بلغ تعداد سكانها 380 نسمة حسب تعداد اليمن لعام 2004.